# Рафаель фон Кебер
Рафаель фон Кебер (нім. Raphael von Koeber; 15 січня 1848, Нижній Новгород — 14 червня 1923, Йокогама) — німецький музикант і філософ, що тривалий час працював викладачем в Імператорському університеті як запрошений урядом Японії іноземний спеціаліст.

## Біографія
Рафаель фон Кебер народився в Нижньому Новгороді в Російській імперії. Його батьком був німець-лікар Густав фон Кебер, а матір'ю — росіянка, яка померла, коли Рафаелю був один рік. Хлопець змалку захоплювався музикою.
Коли Рафаелю було 19, він вступив до Московської консерваторії, де навчався у Петра Чайковського та Миколи Рубінштейна.
Закінчивши консерваторію, Кебер виїхав до щойно утвореної Німецької імперії, де вивчав природознавство та філософію в Єнському університеті. Закінчивши докторантуру, отримав ступінь доктора філософії, після чого викладав в Берлінському університеті, Гайдельберзькому університеті та Мюнхенському університеті.
1893 року Кебер на запрошення уряду Японської імперії став іноземним спеціалістом та викладав філософію, грецьку, латинську та німецьку мови в Імператорському університеті.
Кебер також викладав в Токійській музичній школі та давав концерти.
1914 року Кебер завершив викладацьку діяльність, але через розпочату Першу світову війну не зміг повернутися до Європи і наступні 9 років до смерті жив на території російського консульства в Йокогамі.